# Love Song (VanVelzen)
Lovesong is een nummer van de Nederlandse zanger VanVelzen uit 2009. Het is de tweede single van zijn tweede studioalbum Take me in.
"Lovesong" kent een vrolijk geluid, maar heeft een droevige tekst. Het gaat namelijk over een jongen die zijn meisje verloor. Door het maken van een liefdesliedje hoopt de jongen zijn meisje terug te krijgen.
Het nummer haalde de 20e positie in de Nederlandse Top 40.

## NPO Radio 2 Top 2000
| Nummer met noteringen in de NPO Radio 2 Top 2000 | '09  | '10  | '11  |
| ------------------------------------------------ | ---- | ---- | ---- |
| Love Song                                        | 1224 | 1206 | 1470 |

1. ↑  Een vetgedrukt getal geeft de hoogste notering aan.
2. ↑  2009 was het eerste jaar met een notering voor dit nummer.
3. ↑  Deze tabel is bijgewerkt tot en met de laatste editie (2024).